# العلاقات الألبانية السنغافورية
العلاقات الألبانية السنغافورية هي العلاقات الثنائية التي تجمع بين ألبانيا وسنغافورة.

## مقارنة بين البلدين
هذه مقارنة عامة ومرجعية للدولتين:
| وجه المقارنة                                              | ألبانيا                                                    | سنغافورة                                                             |
| --------------------------------------------------------- | ---------------------------------------------------------- | -------------------------------------------------------------------- |
| المساحة (كم2)                                             | 28.75 ألف                                                  | 719                                                                  |
| عدد السكان (نسمة)                                         | 3.02 مليون                                                 | 5.89 مليون                                                           |
| الكثافة السكانية (ن./كم²)                                 | 105.04                                                     | 819.19 ألف                                                           |
| العاصمة                                                   | تيرانا                                                     | سنغافورة                                                             |
| اللغة الرسمية                                             | اللغة الألبانية                                            | لغة إنجليزية، اللغة الملايو، اللغة الصينية القياسية، اللغة التاميلية |
| العملة                                                    | ليك ألباني                                                 | دولار سنغافوري                                                       |
| الناتج المحلي الإجمالي (بليون دولار)                      | 13.04 مليار                                                | 323.91 مليار                                                         |
| الناتج المحلي الإجمالي (تعادل القوة الشرائية) بليون دولار | 33.17 مليار                                                | 472.59 مليار                                                         |
| الناتج المحلي الإجمالي الاسمي للفرد دولار أمريكي          | 3.94 ألف                                                   | 52.89 ألف                                                            |
| الناتج المحلي الإجمالي للفرد دولار أمريكي                 | 11.11 ألف                                                  | 82.76 ألف                                                            |
| مؤشر التنمية البشرية                                      | 0.764                                                      | 0.925                                                                |
| رمز المكالمات الدولي                                      | +355                                                       | +65                                                                  |
| رمز الإنترنت                                              | .al                                                        | .sg                                                                  |
| المنطقة الزمنية                                           | توقيت وسط أوروبا، ت ع م+01:00، ت ع م+02:00، أوروبا/تيرانا ‏ | ت ع م+08:00، توقيت سنغافورة المنسق ‏                                  |

## منظمات دولية مشتركة
يشترك البلدان في عضوية مجموعة من المنظمات الدولية، منها:
| علم المنظمة | اسم المنظمة                               | تاريخ انضمام ألبانيا | تاريخ انضمام سنغافورة |
| ----------- | ----------------------------------------- | -------------------- | --------------------- |
|             | الاتحاد البريدي العالمي                   | ?                    | ?                     |
|             | مؤسسة التنمية الدولية                     | 15 أكتوبر 1991       | 27 سبتمبر 2002        |
|             | منظمة حظر الأسلحة الكيميائية              | ?                    | ?                     |
|             | منظمة التجارة العالمية                    | ?                    | ?                     |
|             | الأمم المتحدة                             | 14 ديسمبر 1955       | 21 سبتمبر 1965        |
|             | وكالة ضمان الاستثمار متعدد الأطراف        | 15 أكتوبر 1991       | 24 فبراير 1998        |
|             | منظمة الشرطة الجنائية الدولية             | ?                    | ?                     |
|             | مؤسسة التمويل الدولية                     | 15 أكتوبر 1991       | 4 سبتمبر 1968         |
|             | الاتحاد الدولي للاتصالات                  | 2 يونيو 1922         | 22 أكتوبر 1965        |
|             | البنك الدولي للإنشاء والتعمير             | 15 أكتوبر 1991       | 3 أغسطس 1966          |
|             | المركز الدولي لتسوية المنازعات الاستشارية | 14 نوفمبر 1991       | 13 نوفمبر 1968        |
|             | يونسكو                                    | 16 أكتوبر 1958       | 8 أكتوبر 2007         |

## وصلات خارجية
- موقع وزارة الخارجية الألبانية
- موقع وزارة الخارجية السنغافورية